# 洛阿米 (伊利諾伊州)
洛阿米（英語：Loami）是位於美國伊利諾伊州桑加蒙縣的一個村落。

## 地理
洛阿米的座標為39°40′31″N 89°50′48″W / 39.67528°N 89.84667°W，而該地最高點為海拔高度192米（即630英尺）。

## 人口
根據2010年美國人口普查的數據，洛阿米的面積為2.72平方千米，當中陸地面積為2.71平方千米，而水域面積為0.01平方千米。當地共有人口745人，而人口密度為每平方千米273人。